# 11588 Ґоттфрідкеллер
11588 Ґоттфрідкеллер (11588 Gottfriedkeller) — астероїд головного поясу, відкритий 28 жовтня 1994 року.
Тіссеранів параметр щодо Юпітера — 3,168.